# Sandra Braam
Sandra Braam (Heino, 30 mei 1978) is een Nederlands rolstoelbasketbalster en woont in Nijmegen.
Braam is met het Nederlandse Nederlands vrouwen basketbalteam in 2008 voor Nederland uitgekomen op de Paralympische Zomerspelen in Peking. Waar ze met het team de kwartfinales wist te behalen.
In het dagelijks leven is zij psychomotorisch therapeut.